# حسن متکلم
تاج‌الدین حسن متکلم نیشابوری شناخته شده به حسنِ مُتِکَلِّم و مولانا حسن ادیب، صوفی و شاعر سده هشتم قمری بوده است. او از شاعران معروف خاندان کرت بود و مدیح سرای ملک غیاث الدین (۷۰۷-۷۲۹ق) به شمار می‌رفته‌است. تقی‌الدین کاشانی، (۹۴۶ـ ۱۰۱۶ ه‍. ق)؛ از ادیبان عصر صفوی، از وی به صورت تحسین آمیزی یاد می‌کند. او در قالب غزل، قصیده و رباعی شعر سروده‌است.

## زندگی
او در نیشابور متولد شد. در جوانی برای آموزش نزد مولانا مظفر هروی به هرات رفت. مدتی نزد شیخ زین‌الدین ابوبکر تایبادی؛ برای تصوف آموزش و تلاش کرد. شیخ زین‌الدین در مورد وی گفته‌است:
مولانا حسن، موضع تجلی و محل ظهور اسم متکلم است.
پس از این تحسینِ زین الدین ابوبکر تایبادی وی به حسن مُتِکَلِّم شهرت یافت. او در صنایع ادبی و علوم شعری مهارت کسب کرد. و سرانجام در سال ۷۴۱ ق در نیشابور درگذشت. مدفن حسن متکلم حوالی آرامگاه شیخ فریدالدین عطار است؛ اما امروزه قبرش مشخص نیست.

## آثار
- رساله در صنایع بدیع
- دیوان اشعار، در حدود چهارهزار بیت[۲]

## دیگر
متن کتیبه‌ای از سال ۷۷۷ (قمری) در شبستان شرقی مسجد جامع یزد وجود دارد که متن کتیبه، قصیده‌ای از حسن متکلم نیشابوری با این مطلع است: «سلام کالطاف اله مسجد.»